# Paolo Cattaneo
Paolo Cattaneo (Tradate, 1953) è un musicologo e musicista italiano che lavora in ambito linguistico-musicale e musicoterapico.
Ha elaborato e applicato nella sua attività pedagogico-didattica e musicoterapica la metodologia fenomenologico-relazionale, attraverso la quale l’esperienza musicale, in quanto fenomeno percettivo/produttivo sollecitato dalle dinamiche tensiodistensionali (ritmiche, melodiche, armoniche), coinvolge la persona intesa nella sua totalità: psicocorporea (ritmo), affettivo-emozionale (melodia), cognitiva (armonia).

## Biografia
Laureato in Architettura, DAMS (indirizzo della musica) e Pedagogia, è attualmente professore a contratto di Semiotica della musica e Tecniche riabilitative presso l’Università degli Studi di Milano e docente di Tecniche musicoterapiche nel Corso di Specialista in attivazione presso il Centro Professionale Sociosanitario di Lugano, in Svizzera.
È direttore didattico dell’Helvetic Music Institute (HMI) di Bellinzona), Istituto Superiore di Formazione Continua in ambito Pedagogico/Musicale e Musicoterapico.
Dal 1990 al 2015 è stato consulente musicoterapico del Dipartimento di Salute Mentale dell’Ospedale San Carlo Borromeo di Milano e, dal 2011 al 2018, supervisore dei progetti per la promozione della musicoterapia nelle Case per Anziani del Canton Ticino.
Ha collaborato presso i Civici Corsi di Jazz di Milano con Enrico Intra e Franco Cerri, in qualità di docente di chitarra.

## Opere

### Pubblicazioni didattiche
- Elementi di armonia jazz, Nuova Carisch, Milano, 1981.
- Chitarra jazz, approcci - sviluppi – esperienze, con Franco Cerri e Giovanni Monteforte, Ricordi, Milano, 1993. Nuova edizione 2007.
- Ritmo! Il linguaggio del ritmo attraverso le canzoni di oggi, Zanibon, Milano, 1996.
- Cantarleggero, 2 voll. con Massimo Guasconi, ADLE Edizioni, Padova, 1997.

### Altre pubblicazioni
- Il jazz e la musica contemporanea, in: Musica Jazz, Rusconi, Milano, 1982.
- La musica contemporanea: un altro pianeta?, in: Musica Jazz, Rusconi, Milano, 1984.
- Le funzioni della musica nella società contemporanea, Lalli Editore, Poggibonsi, 1986.
- Esperienze di musicoterapia, in: Anna Ferruta - Tebaldo Galli - Noè Loiacono (a cura di), Uno spazio condiviso, Borla, Roma, 1994.
- Verso un’apertura dei confini espressivi, dal verbale al musicale: esperienze di musicoterapia nella scuola secondaria, in: Corso per operatori musicali nell’area del disagio giovanile, AA.VV., Regione Lombardia – CPM, Milano, 1996.
- Musicoterapia nella fascia scolare preadolescenziale, FrancoAngeli, Milano, 1996.
- Educazione musicale nella scuola media superiore: contesto socio-culturale e presupposti pedagogici, in: Il Voltaire, FrancoAngeli, Milano, 1999.
- La canzone come esperienza relazionale, educativa, terapeutica, collana Leggera, Milano, Ricordi, 2009, ISBN 8875928738.
- Musicoterapia e vocalità: percorsi riabilitativi, in: Walther Orsi, Clelia D'Anastasio, Rosa Angela Ciarrocchi (a cura di), Animazione e demenze. Memorie, emozioni e buone pratiche sociali, Maggioli Editore, Santarcangelo di Romagna, 2012.
- https://m4.ti.ch/fileadmin/DSS/DASF/UACD/PDF/ANZIANI/Pubblicazioni/musicoterapia_nelle_case_per_anziani_del_canton_ticino.pdf[collegamento interrotto], con Carlo Alberto Boni, Dipartimento della Sanità e della Socialità del Canton Ticino e Ufficio degli Anziani e delle Cure a Domicilio, Bellinzona, 2016.
- Musicoterapia e relazione. Interventi riabilitativi in ambito psichiatrico, geriatrico e psicoeducativo, Giuliano Avanzini, Carlo Alberto Boni, Paolo Cattaneo, Luisa Lopez (a cura di), FrancoAngeli, Milano, 2017.

## Discografia

### Solista

#### Album in studio
- 1999 - Contrappunti, per voce recitante, coro e strumenti (Azienda Ospedaliera Ospedale San Carlo Borromeo)
- 2006 - Virgo Suite, per sassofono e pianoforte (con Mauro Bonomi e Fabio Mignola)

#### Partecipazioni
- 1989 - AA.VV. Paesaggi sonori, dal blues alle nuove sonorità, con Giovanni Monteforte con il brano Guitarludio parte prima e seconda (New Sound Planet)
- 1996 - AA.VV. Antologia della chitarra jazz in Italia Vol. 1, con il brano Impressione (Buscemi Record)
- 2000 - AA.VV. Images, con il brano Umleitung (Agorà Musica)
- 2019 - AA.VV. Merci Dadi - 22 Chitarristi Per I 25 Anni Dell'ADGPA Italy , con il brano Impromptus (Adgpa Italy)

### Con il Cattaneo-Monteforte Quartetto
- 1989 - Dimensione Verticale (New Sound Planet)